# Шефер, Ян
Ян Ше́фер (нем. Jan Schäfer; 18 октября 1974, Дрезден) — немецкий гребец-байдарочник, выступал за сборную Германии в конце 1990-х — первой половине 2000-х годов. Серебряный призёр летних Олимпийских игр в Сиднее, обладатель бронзовой медали чемпионата мира, дважды чемпион Европы, многократный победитель и призёр первенств национального значения.

## Биография
Ян Шефер родился 18 октября 1974 года в Дрездене, входившем тогда в состав Германской Демократической Республики. Активно заниматься греблей на байдарке начал в раннем детстве, проходил подготовку в спортивных клубах «Вюрцбург-Хайдингсфельд» и «Касселе», позже состоял в ассоциации гребных видов спорта города Эссена.
Уже в 1996 году показывал хорошие результаты на первенстве республики, рассматривался как кандидат для участия в летних Олимпийских играх в Атланте — посетил игры вместе со сборной, но находился пока в статусе запасного гребца и в самих соревнованиях не участвовал.
Первого серьёзного успеха на взрослом международном уровне добился в сезоне 1999 года, когда попал в основной состав немецкой национальной сборной и побывал на чемпионате мира в Милане, откуда привёз награду бронзового достоинства — в паре с Олафом Винтером выиграл бронзу на дистанции 1000 метров (лучшими тогда стали экипажи из Словакии и Польши, получившие серебряные и бронзовые медали соответственно). Год спустя Шефер сделал золотой дубль на чемпионате Европы в польской Познани, вместе с экипажем, куда помимо него вошли Штефан Ульм, Марк Цабель и Бьёрн Бах, в четвёрках завоевал золотые медали в километровой и полукилометровой программах.
Благодаря череде удачных выступлений удостоился права защищать честь страны на Олимпийских играх в Сиднее, с тем же составом участников боролся за победу в четвёрках на тысячеметровой дистанции и получил в итоге серебряную медаль — в решающем финальном заезде проиграл венграм Акошу Верецкеи, Золтану Кеммереру, Ботонду Шторцу и Габору Хорвату.
После сиднейской Олимпиады в карьере Шефера наступил некоторых спад, из-за слишком высокой конкуренции долгое время он не попадал в основу сборной Германии и не принимал участие в крупнейших международных регатах. Тем не менее, в 2004 году он всё-таки вернулся в элиту мировой гребли и прошёл квалификацию на Олимпийские игры в Афинах, где в паре с новым напарником Марко Херсцелем боролся за медали в двойках на тысяче метрах — благополучно вышел в финальную стадию, однако в решающем заезде показал только шестой результат. Вскоре после этих соревнований принял решение завершить карьеру профессионального спортсмена, уступив место в сборной молодым немецким гребцам.